# Tong Guan
Tong Guan (1054-1126), prénom social Daofu (道夫), est un eunuque, général militaire, conseiller politique et Conseil d'État chinois de l'empereur Song Huizong de la dynastie Song. Dans Au bord de l'eau, un des Quatre livres extraordinaires de la littérature chinoise, Tong Guan est présenté comme un antagoniste et ennemi des 108 bandits du mont Liangshan. Il apparaît notamment dans les derniers chapitres.